# Ганс-Генріх Раймерс
Ганс-Генріх Раймерс (нім. Hans-Heinrich Reimers; 19 жовтня 1916, Ноймюнстер — 27 березня 1945, Гебридське море) — німецький офіцер-підводник, оберлейтенант-цур-зее резерву крігсмаріне (1 січня 1944).

## Біографія
В 1939 році вступив на флот. З липня 1941 року — 2-й вахтовий офіцер на підводному човні U-545. В квітні-травні 1943 року пройшов курс командира човна. З 16 червня 1943 року — командир U-983. 8 вересня 1943 року човен затонув в Балтійському морі північніше Леби внаслідок зіткнення з U-988. 5 членів екіпажу загинули, 38 (включаючи Раймерса) були врятовані. з 15 грудня 1943 року — U-722, на якому здійснив 3 походи (разом 93 дні в морі). 16 березня 1945 року потопив британський торговий пароплав Inger Toft водотоннажністю 2190 тонн, який перевозив 885 тонн оселедцевого шроту та риб'ячого жиру в бочках; всі 30 членів екіпажу вціліли. 27 березня 1945 року U-722 був потоплений в Гебридському морі (57°09′ пн. ш. 06°55′ зх. д.) глибинними бомбами британських фрегатів «Фіцрой», «Редміл» і «Байрон». Всі 44 члени екіпажу загинули.